# Stadio Andrea Torelli
Lo stadio Andrea Torelli è l'impianto di calcio del comune di Scandiano, sede degli incontri di calcio dello Sporting Scandiano e di football americano degli Hogs Reggio Emilia.
Stadio marginale nel panorama calcistico (la squadra di Scandiano non ha mai militato in categorie professionistiche), riveste invece grande importanza storica per il football americano in quanto teatro di quattro edizioni del Superbowl italiano  (2004, 2005, 2006 e 2007), di una del SilverBowl (2006) e di una finale europea (EFAF Challenge Cup 2009), nonché stadio di campionati del massimo livello nazionale tra il 1999 e il 2013.

## Incontri principali

### Superbowl italiano
| Scandiano 24 luglio 2004 | Dolphins Ancona | 13 – 14 (7-0 0-7 6-0 0-7) | Lions Bergamo | Stadio Andrea Torelli (2000 spett.) |

| Scandiano 23 luglio 2005 | Warriors Bologna | 14 – 42 (0-7 7-14 0-14 7-7) | Lions Bergamo | Stadio Andrea Torelli (3500 spett.) |

| Scandiano 29 luglio 2006 | Panthers Parma | 12 – 24 (0-14 0-3 6-7 6-0) | Lions Bergamo | Stadio Andrea Torelli (2500 spett.) |

| Scandiano 14 luglio 2007 | Lions Bergamo | 55 – 49 (7-7 7-21 14-7 14-7) | Panthers Parma | Stadio Andrea Torelli (3000 spett.) |

### Silverbowl
| Scandiano 18 giugno 2006 | Hogs Reggio Emilia | 40 – 12 (14-0 14-0 12-0 0-12) | Skorpions Varese | Stadio Andrea Torelli |

### EFAF Challenge Cup 2009
| Scandiano 8 giugno 2009, ore 20:00 CEST 3ª giornata | Hogs Reggio Emilia | 63 – 15 (14-7 21-0 21-8 7-0) referto                                                                             | Pančevo Panthers | Stadio Andrea Torelli (800 spett.) |
| Vaccari Q1 ( TD ) run Iotti Q1 ( pat ) Callegati Q1 ( TD ) 38yd run Iotti Q1 ( pat ) Callegati Q2 ( TD ) run Iotti Q2 ( pat ) Vaccari Q2 ( TD ) run Iotti Q2 ( pat ) Diaz Q2 ( TD ) pass da Lazzaretti L. Iotti Q2 ( pat ) Vaccari Q3 ( TD ) run Iotti Q3 ( pat ) Diaz Q3 ( TD ) punt return Iotti Q3 ( pat ) Callegati Q3 ( TD ) run Iotti Q3 ( pat ) Fiorillo Q4 ( TD ) run Iotti Q4 ( pat ) Marcatori Bošnjak Q1 ( TD ) pass da Sheird Čikić Q1 ( pat ) Kosanović Q3 ( TD ) pass da Sheird Kosanović Q3 ( tpc ) pass da Sheird |                    | |                  |                                    |
| |                    | |                  |                                    |
| Vaccari Q1 (TD) run Iotti Q1 (pat) Callegati Q1 (TD) 38yd run Iotti Q1 (pat) Callegati Q2 (TD) run Iotti Q2 (pat) Vaccari Q2 (TD) run Iotti Q2 (pat) Diaz Q2 (TD) pass da Lazzaretti L. Iotti Q2 (pat) Vaccari Q3 (TD) run Iotti Q3 (pat) Diaz Q3 (TD) punt return Iotti Q3 (pat) Callegati Q3 (TD) run Iotti Q3 (pat) Fiorillo Q4 (TD) run Iotti Q4 (pat) | Marcatori          | Bošnjak Q1 (TD) pass da Sheird Čikić Q1 (pat) Kosanović Q3 (TD) pass da Sheird Kosanović Q3 (tpc) pass da Sheird |                  |                                    |

| Scandiano 27 giugno 2009, ore 20:00 CEST Semifinale | Hogs Reggio Emilia | 42 – 28 (14-0 7-6 14-14 7-8) referto | Klek Knights | Stadio Andrea Torelli |
| Diaz Q1 ( TD ) pass da Lazzaretti L. Iotti Q1 ( pat ) Mittasch Q1 ( TD ) run Iotti Q1 ( pat ) Mittasch Q2 ( TD ) run Iotti Q2 ( pat ) Mittasch Q3 ( TD ) run Iotti Q3 ( pat ) Mittasch Q3 ( TD ) run Iotti Q3 ( pat ) Vaccari Q4 ( TD ) 28yd run Iotti Q4 ( pat ) Marcatori Vukoje Q2 ( TD ) pass da Sporin Vukoje Q3 ( TD ) pass da Sporin Vukoje Q3 ( TD ) pass da Sporin Milanovic Q3 ( tpc ) rush Milanovic Q4 ( TD ) run Milanovic Q4 ( tpc ) rush |                    | |              |                       |
| |                    | |              |                       |
| Diaz Q1 (TD) pass da Lazzaretti L. Iotti Q1 (pat) Mittasch Q1 (TD) run Iotti Q1 (pat) Mittasch Q2 (TD) run Iotti Q2 (pat) Mittasch Q3 (TD) run Iotti Q3 (pat) Mittasch Q3 (TD) run Iotti Q3 (pat) Vaccari Q4 (TD) 28yd run Iotti Q4 (pat) | Marcatori          | Vukoje Q2 (TD) pass da Sporin Vukoje Q3 (TD) pass da Sporin Vukoje Q3 (TD) pass da Sporin Milanovic Q3 (tpc) rush Milanovic Q4 (TD) run Milanovic Q4 (tpc) rush |              |                       |

| Scandiano 19 luglio 2009, ore 20:00 CEST Finale | Hogs Reggio Emilia | 35 – 7 (14-0 14-0 7-7 0-0) referto    | Győr Sharks | Stadio Andrea Torelli (1.000 spett.) |
| Diaz Q1 ( TD ) 12yd pass da Lazzaretti L. Iotti Q1 ( pat ) Mittasch Q1 ( TD ) 4yd run Iotti Q1 ( pat ) Diaz Q2 ( TD ) 27yd pass da Lazzaretti L. Iotti Q2 ( pat ) Mittasch Q2 ( TD ) 76yd run Iotti Q2 ( pat ) Mittasch Q3 ( TD ) 14yd run Iotti Q3 ( pat ) Marcatori Kohun Q3 ( TD ) 9yd run Mladic Q3 ( pat ) |                    |                                       |             |                                      |
| |                    |                                       |             |                                      |
| Diaz Q1 (TD) 12yd pass da Lazzaretti L. Iotti Q1 (pat) Mittasch Q1 (TD) 4yd run Iotti Q1 (pat) Diaz Q2 (TD) 27yd pass da Lazzaretti L. Iotti Q2 (pat) Mittasch Q2 (TD) 76yd run Iotti Q2 (pat) Mittasch Q3 (TD) 14yd run Iotti Q3 (pat)                                                                         | Marcatori          | Kohun Q3 (TD) 9yd run Mladic Q3 (pat) |             |                                      |